# Первокоммунарский
Первокоммунарский — посёлок в Алексеевском районе Самарской области. Входит в состав сельского поселения Авангард.

## История
В 1973 г. Указом Президиума ВС РСФСР поселок отделения № 1 совхоза «Батрак» переименован в Первокоммунарский.

## Население
| 1986 | 2002 | 2010 | 2014 | 2015 |
| ---- | ---- | ---- | ---- | ---- |
| 274  | ↗339 | ↗345 | ↗356 | ↘327 |